# Breydin
Breydin è un comune di 825 abitanti del Brandeburgo, in Germania.

Appartiene al circondario del Barnim ed è parte della comunità amministrativa di Biesenthal-Barnim.
Non esiste alcun centro abitato denominato "Breydin": si tratta pertanto di un comune sparso.

## Storia
Il comune di Breydin venne formato nel 1998 dalla fusione dei 2 comuni di Trampen e Tuchen-Klobbicke, che ne divennero frazioni.
Il nome del comune deriva da una famiglia nobile locale.

## Geografia antropica
Il comune di Breydin è suddiviso nelle frazioni di Trampen e Tuchen-Klobbicke.